# Укрощение строптивой (фильм, 1967)
«Укрощение строптивой» (англ. The Taming of the Shrew) — комедийный фильм режиссёра Франко Дзеффирелли, вышедший на экраны в 1967 году. Экранизация одноимённой пьесы Уильяма Шекспира.

## Сюжет
Баптиста Минола хочет выдать двух своих дочерей замуж. По правилам, первой выйти замуж должна старшая дочь, Катарина, и только после неё младшая, Бьянка. Однако Катарина сердитая, раздражительная, вздорная женщина, имеющая сомнительную репутацию, и, по-видимому, выдать её замуж просто невозможно.
Однако находится некто — синьор Петруччо, обедневший дворянин без гроша за душой. И за внушительное приданое он соглашается уговорить Катарину выйти за него замуж. После некоторой борьбы ему это удаётся. В это время к Бьянке нанимается в учителя влюблённый в неё Люченцио. Ещё два претендента борются за руку Бьянки. Вскоре происходит свадьба Петруччо и Катарины. Он увозит свою жену в свой замок (довольно необычным способом). Там он пытается обуздать её строптивость. Надо сказать, у него это великолепно получается. В следующий раз, когда Баптиста видит свою дочь, он не верит своим глазам. В финале даже сам Петруччо удивляется счастливым переменам, произошедшим с его женой.

## В ролях
- Элизабет Тейлор — Катарина
- Ричард Бёртон — Петруччо
- Сирил Кьюсак — Грумио
- Майкл Хордерн — Баптиста
- Майкл Йорк — Люченцио
- Альфред Линч — Транио
- Алан Уэбб — Гремио
- Наташа Пайн — Бьянка
- Виктор Спинетти — Гортензио
- Марк Дигнэм — Винченцио
- Вернон Добчефф

## Награды и номинации
- 1967 — три премии «Давид ди Донателло»: лучшее кинопроизводство, лучший зарубежный актёр (Ричард Бёртон), лучшая зарубежная актриса (Элизабет Тейлор).
- 1967 — попадание в десятку лучших фильмов года по версии Национального совета кинокритиков США.
- 1968 — две номинации на премию «Оскар»: лучшая работа художников и декораторов (Лоренцо Манджардино, Джон Декьюр, Элвен Уэбб, Джузеппе Мариани, Дарио Симони, Луиджи Гервази) и лучший дизайн костюмов (Ирен Шарафф, Данило Донати).
- 1968 — две номинации на премию «Золотой глобус»: лучший фильм — комедия или мюзикл, лучший комедийный актёр (Ричард Бёртон).
- 1968 — две номинации на премию BAFTA: лучший британский актёр (Ричард Бёртон), лучшая британская актриса (Элизабет Тейлор).